# Stomu Yamashta
Stomu Yamash'ta auch Stomu Yamashta (japanisch 山下 勉, Yamashita Tsutomu; * 15. März 1947 in Kyōto) ist ein Komponist und Musiker aus Japan, der Schlagzeug und Keyboard spielt.

## Leben und Wirken
Als Jugendlicher war er Schlagzeuger beim Kyoto Symphony Orchestra und studierte an der Kyoto Academy of Music. Ab 1969 Studium (Jazz-Schlagzeug) an der Berklee School of Music in den USA. Anschließend übersiedelte er nach London und gründete dort die Formation Come to the Edge. 1973 war er der Initiant der Gruppe East Wind. Yamashta spielte Kompositionen von Hans Werner Henze und Peter Maxwell Davies ein; gleichzeitig begründete er die Gruppe Red Buddha Theater.
Einem breiteren Publikum bekannt wurde der Künstler durch sein GO-Projekt, bei dem er mit anderen Musikern der Richtungen Rock und Jazz 1976 und 1977 drei Alben einspielte. Mitwirkende waren unter anderem: Steve Winwood (Hammond), Klaus Schulze (Keyboard), Al Di Meola (Gitarre), Pat Thrall (Gitarre), Michael Shrieve (Schlagzeug), Rosko Gee (Bass). Die dabei entstandene Musik ist ein Mix aus Rock, Jazz, Soul, Weltmusik, Electronic Music und New Age.

## Diskografie
- Contemporary (1972)
- The Man from the East (1973)
- Freedom is frightening (Eastwind, 1973)
- Red Buddah (1974)
- One by One (Eastwind, 1974)
- Raindog (1975)
- GO (1976)
- GO live from Paris (1976)
- Stomu Yamash'ta / Masahiko Satō Metempsychosis (mit Toshiyuki Miyama and his New Herd, 1976)
- Go Too (1977)
- Sea and Sky (1990)
- The GO Sessions (2005, zwei CDs mit den drei GO-Platten)